# 알리 하산 므위니
알리 하산 므위니(스와힐리어: Ali Hassan Mwinyi, 1925년 5월 8일~2024년 2월 29일)는 탄자니아의 정치인이다. 1985년부터 1995년까지 탄자니아의 제2대 대통령으로 재임하였으며, 대통령 전에는 내무부 장관과 부통령을 지냈다. 1990년부터 1996년까지 여당인 탄자니아 혁명당(Chama Cha Mapinduzi)의 의장으로 재임하였다.

## 대통령 재임기
1985년 줄리어스 니에레레의 실각 이후 정권을 장악한 알리 하산 므위니는 그의 진보적인 정책을 폐기하거나 번복했다. 니에레레가 시도했던 성별 할당제는 폐지되고 남성우월주의와 반여성주의가 공개적으로 조장되었다. 그는 헌법 위배를 감행하고서까지 신자유주의 정책을 시도했으나, 오히려 탄자니아의 경쟁 성장율을 침체에 접어들었고 빈곤율은 급증했다.
므위니의 신자유주의 민영화 정책은 그밖의 심각한 부작용을 추가적으로 초래했다. 그의 재임 기간 동안 탄자니아의 부패지수가 가파른 속도로 증가했으며, 부채의 증가, 수많은 공금횡령이 발생하며, 탄자니아의 경제는 불안정해졌다.

## 역대 선거 결과
| 선거명      | 직책명            | 대수 | 정당            | 득표율 | 득표수      | 결과 | 당락 |
| ----------- | ----------------- | ---- | --------------- | ------ | ----------- | ---- | ---- |
| 1985년 선거 | 탄자니아의 대통령 | 2대  | 탄자니아 혁명당 | 95.68% | 4,778,114표 | 1위  |      |
| 1990년 선거 | 탄자니아의 대통령 | 2대  | 탄자니아 혁명당 | 97.79% | 5,198,120표 | 1위  |      |